# Raphael Kazembe
Raphael Kazembe (* 24. März 1947) ist ein ehemaliger malawischer Radrennfahrer.

## Sportliche Laufbahn
Kazembe war im Straßenradsport aktiv. Er war Teilnehmer der Olympischen Sommerspiele 1972 in München. Im olympischen Straßenrennen kam er beim Sieg von Hennie Kuiper nicht ins Ziel. Malawi war 1972 zum ersten Mal im Radsport bei Olympischen Spielen vertreten.